# Холодков, Серафим Михайлович
Серафим Михайлович Холодков (15 января 1920, Старожилово, Рязанская губерния — 10 июня 1998, Москва) — советский футболист и тренер. Защитник. Мастер спорта СССР.

## Карьера

### Игрок
Воспитанник юношеской команды московского «Спартака».
В чемпионатах СССР играл за клубную и основную команду московского «Спартака» (1936—1941, 1943—1949), московские «Крылья Советов» (1941) и ВМС (1950—1952).

### Тренер
Начал тренерскую карьеру в 1955 году с должности тренера в калининском Спартаке. Старший тренер «Жальгириса» (Вильнюс) — 1963—1965, 1971—1973, тренер московского «Спартака» — 1966, тренер «Спартака» (Калинин) — 1955—1956, старший тренер «Металлурга» (Днепропетровск) — 1957—1963, «Спартака» (Нальчик) — 1967, «Строителя» (Ашхабад) — 1968—1969, «Даугавы» (Рига — 1970 — июнь 1971, «Нефтяника» (Фергана) — 1974—1977, тренер отдела футбола ЦС ДСО профсоюзов — 1970—1971, 1978—1985.
В 1963 году окончил ГЦОЛИФК.
Умер 10 июня 1998 года. Похоронен на Звягинском (Мамонтовском) кладбище города Пушкино.

## Достижения
- Победитель Кубка СССР (1946, 1947)
- Бронзовый призёр чемпионата СССР (1948, 1949)
- Финалист Кубка СССР (1948)
- В списке 33 лучших футболистов сезона — (1948, 3 место)